# Christopher Wittich
Christopher Wittich (o Christophorus Wittichius; Brieg, 1625 – Leida, 1687) è stato un teologo olandese, noto per il tentativo di riconciliazione fra il Cartesianesimo e la Sacra Scrittura.

## Biografia
Dopo aver studiato teologia a Brema, Groninga e Leida, insegnò teologia, matematica ed ebraico a Herborn (dal 1651 al 1653), a Duisburg (dal 1653 al 55), a Nimega (dal 1655 al 1671) e a Leida (dal 1671 al 1687).
A partire dalla sua pubblicazione del 1653 intitolata Dissertationes Duæ, difese un'interpretazione non letterale dei testi biblici citati da Voezio il quale intendeva dimostrare la natura non scritturale dell’eliocentrismo e del Copernicanesimo professati da Descartes, mentre Wittich stava tentando di riconciliare filosofia e teologia.

## Opere
- Dissertationes Duæ, Amsterdam, 1653.
- De Stylo Scripturae, Amsterdam (?), 1656
- Consensus veritatis in Scriptura divina et infallibili revelatae cum veritate philosophica a Renato detecta, Nijmegen, 1660
- Theologia pacifica, Leida, 1671.
- Anti-spinoza, Amsterdam, 1690 (pubblicato postumo).